# Hans Wind
Hans Henrik "Hasse" Wind, född 30 juli 1919 i Ekenäs, Finland, död 24 juli 1995 i Tammerfors, Finland, var en finlandssvensk stridsflygare.

## Militär karriär
Efter läroverksstudier antogs han till den finländska krigsflygskolan ISK år 1939. Bristen på flygplan gjorde att Hans Wind inte fick flyga stridsuppdrag under vinterkriget. 1940 antogs han till Kadettskolan. Efter att fortsättningskriget brutit ut fick han kommendering till Flygflottilj 24 och till Brewster jaktplan. Hans första luftseger vanns den 27 september 1941. Flygaress blev han den 29 mars 1942. Den 4 juni 1942 flög han ett av fyra eskortflygplan, när Adolf Hitler flög till Finland för att gratulera fältmarskalk Mannerheim på hans 75-årsdag. Riksmarskalk Göring förlänade honom därför järnkorset av andra klass den 6 april 1943. När han uppnått 34 luftsegrar den 31 juli 1943 förlänades han Mannerheimkorset för första gången. Sitt andra Mannerheimkors fick han den 28 juni 1944.
Wind är en av fyra militärer som har tilldelats Mannerheimkorset två gånger och en legend inom militärflyget redan under kriget.
Våren 1944 började Hans Winds enhet Jaktflygflottilj 24 (Obs! Flottiljen hade ändrat namn under våren 1944) använda flygplan av typen Messerchmitt Bf 109G. Under en 10-dagarsperiod sommaren 1944 sköt han ner 25 fiendeflygplan. Den 28 juni 1944 sårades han svårt och fick tillbringa resten av kriget i sjuksängen. Hans Wind var innan han sårades Finlands främsta flygaress med 302 stridsuppdrag och 75 luftsegrar. Senare gick Ilmari Juutilainen om honom och slutade kriget med en svit på 94 segrar. Hans Wind lämnade det finländska flygvapnet den 10 oktober 1945.

## Civil karriär
Efter andra världskriget studerade Hans Wind ekonomi på Svenska handelshögskolan i Helsingfors, och arbetade senare i höga befattningar inom sko- och bageriindustrin.

## Minnesmärken

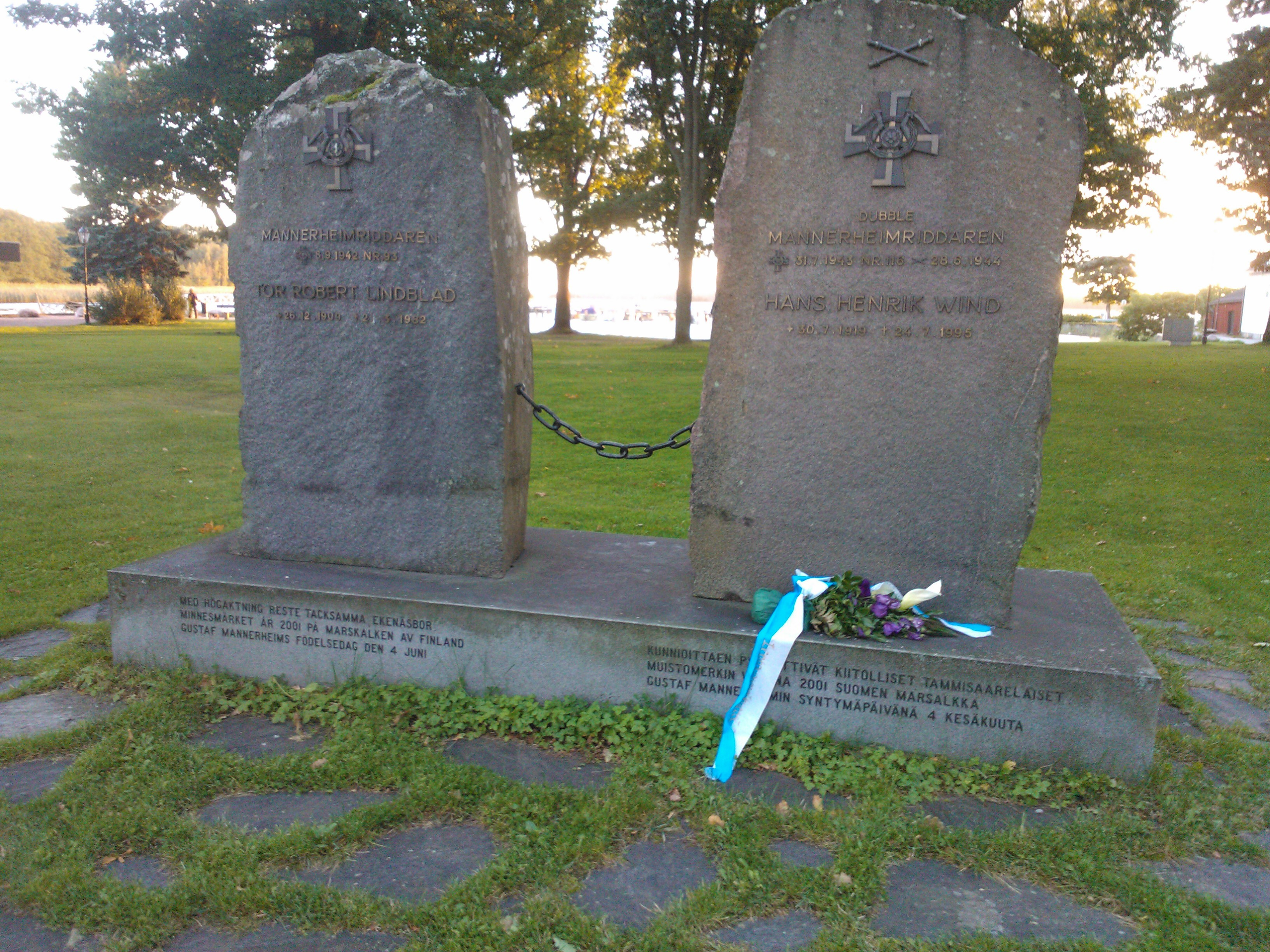
Minnessten över Wind och Lindblad i Ekenäs

Vid Våghusparken i Ekenäs i Finland avtäcktes den 4 juni 2001 en minnessten över Hans Wind. Dessutom finns det sedan tidigare i Ekenäs en minnesplatta över honom på det så kallade Gula huset vid Fisktorget .

### Fotnoter
1. ↑  ”Wind, Hans”. Biografiskt lexikon för Finland. Helsingfors: Svenska litteratursällskapet i Finland. 2008–2011. URN:NBN:fi:sls-5367-1416928957973
2. ↑   (svenska) Minnesmärken i Ekenäs Arkiverad 29 september 2008 hämtat från the Wayback Machine.